# Rio Feneş (Ampoi)
O Rio Feneş (Ampoi) é um rio da Romênia, afluente do Ampoi, localizado no distrito de Alba.